# Branchiostegus wardi
Branchiostegus wardi is een straalvinnige vissensoort uit de familie van tegelvissen (Malacanthidae). De wetenschappelijke naam van de soort is voor het eerst geldig gepubliceerd in 1932 door Whitley.

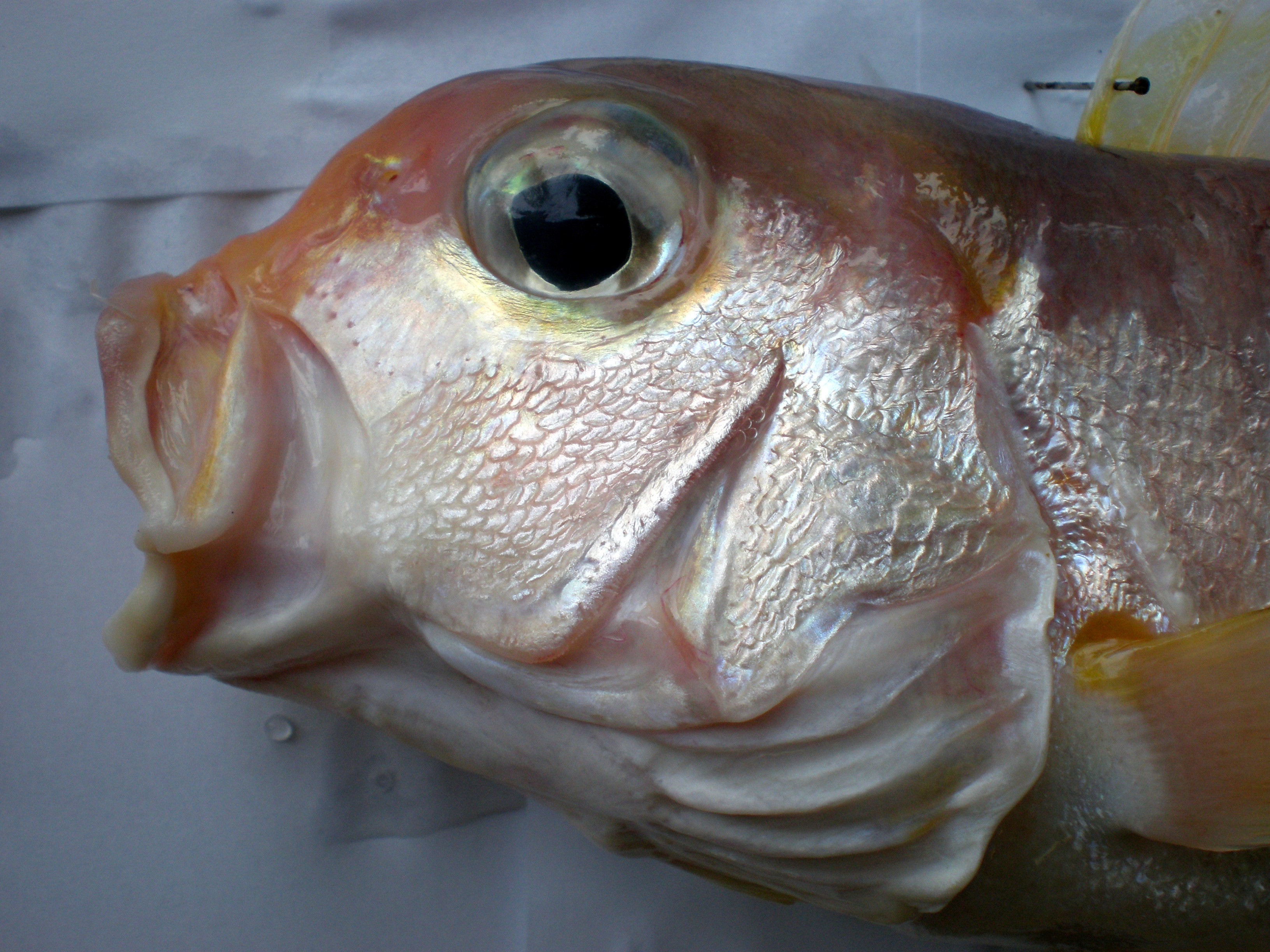
Branchiostegus wardi
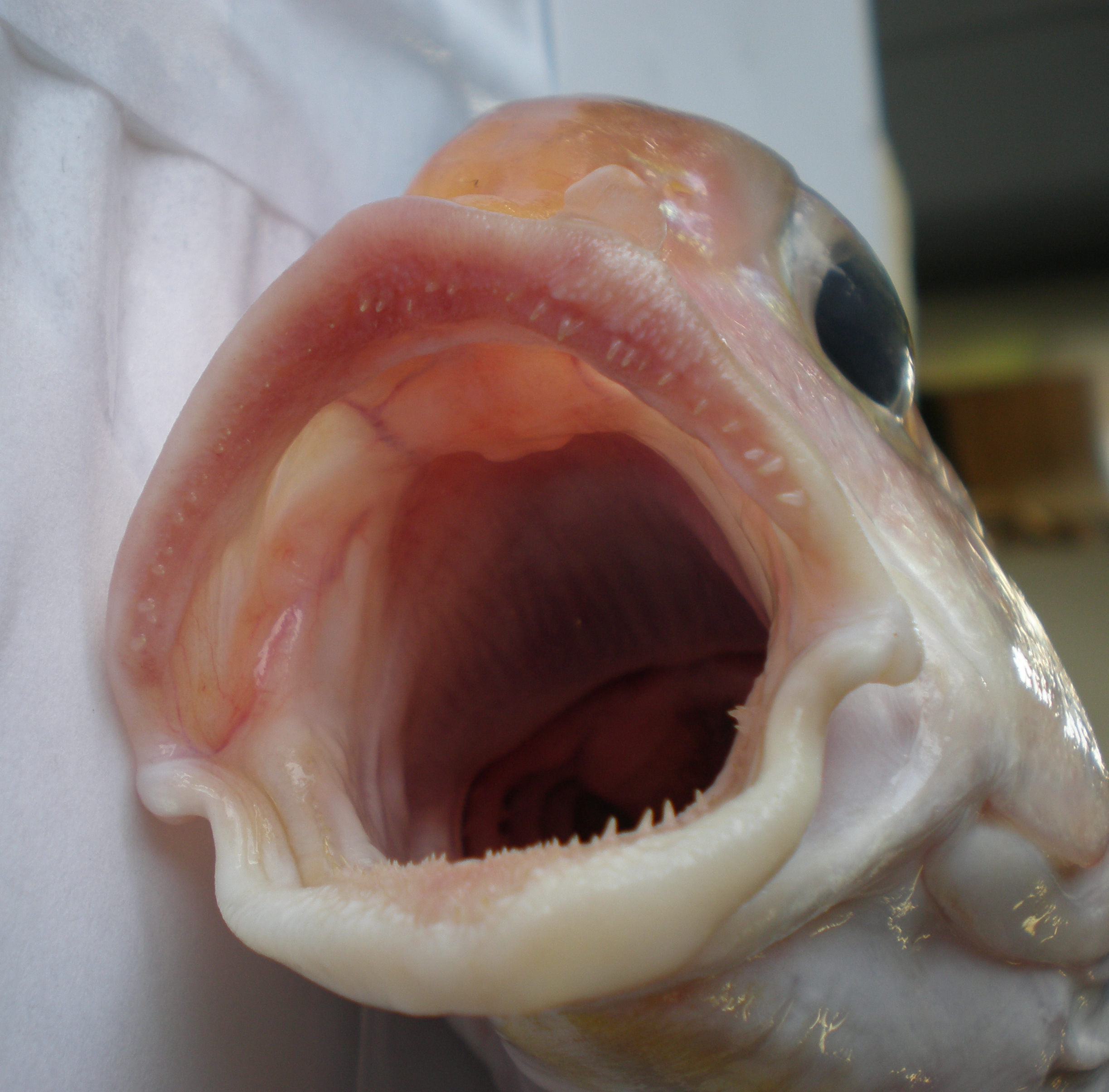
Branchiostegus wardi
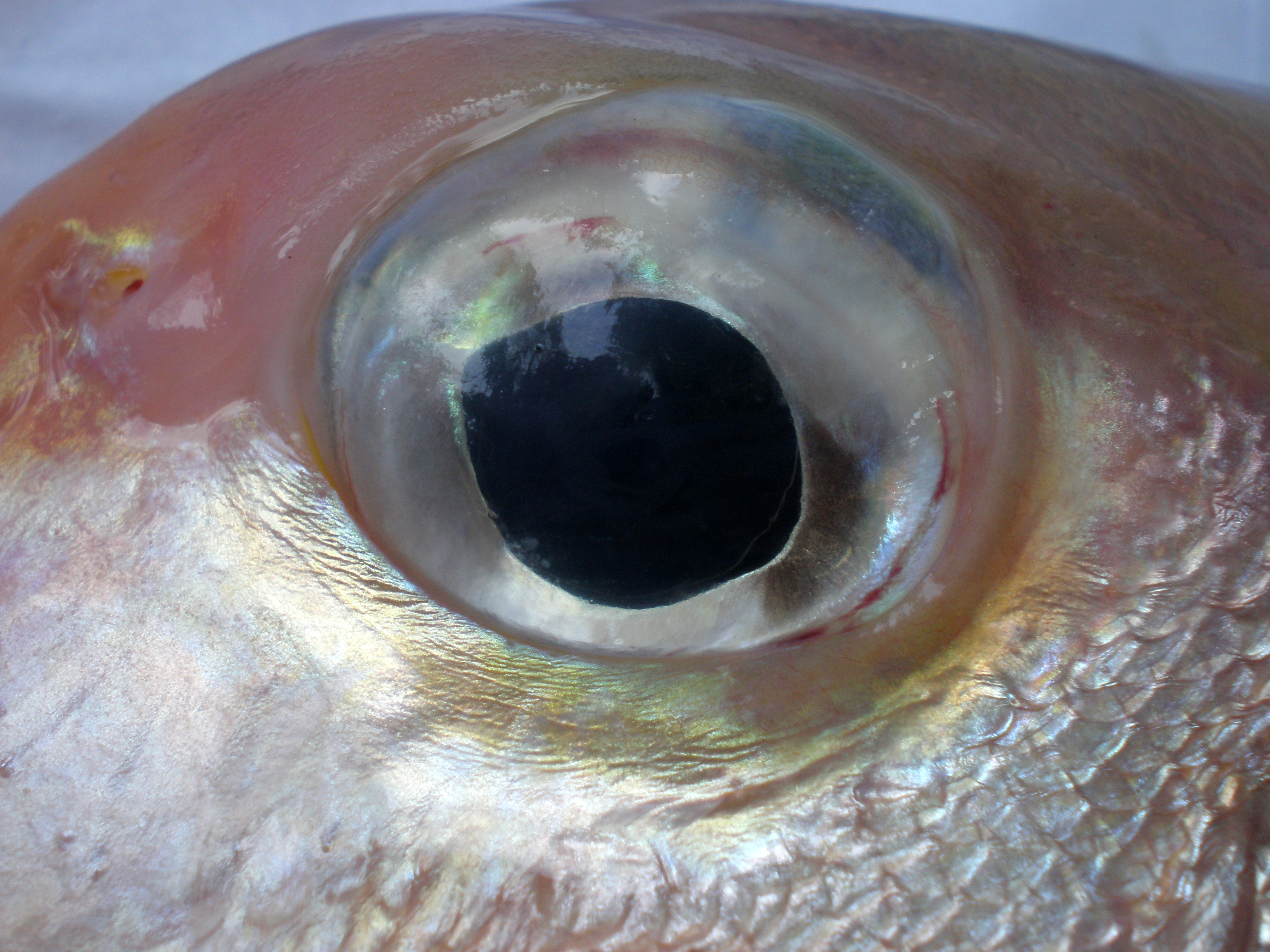
Branchiostegus wardi